# Lee Seul-chan
Lee Seul-chan (이슬찬?; 15 agosto 1993) è un calciatore sudcoreano, difensore del Gyeongju KHNP.

## Carriera

### Club
Ha giocato in Corea del Sud, negli Jeonnam Dragons, con cui gioca da quando aveva 13 anni. Nel 2012 passa in prima squadra, con cui esordisce in campionato il 17 giugno 2012 nella trasferta contro il Daejeon Citizen.

### Nazionale
Ha fatto parte della nazionale Under-23 sudcoreana.
Viene convocato per le Olimpiadi 2016 in Brasile.